# Aparat electrocasnic

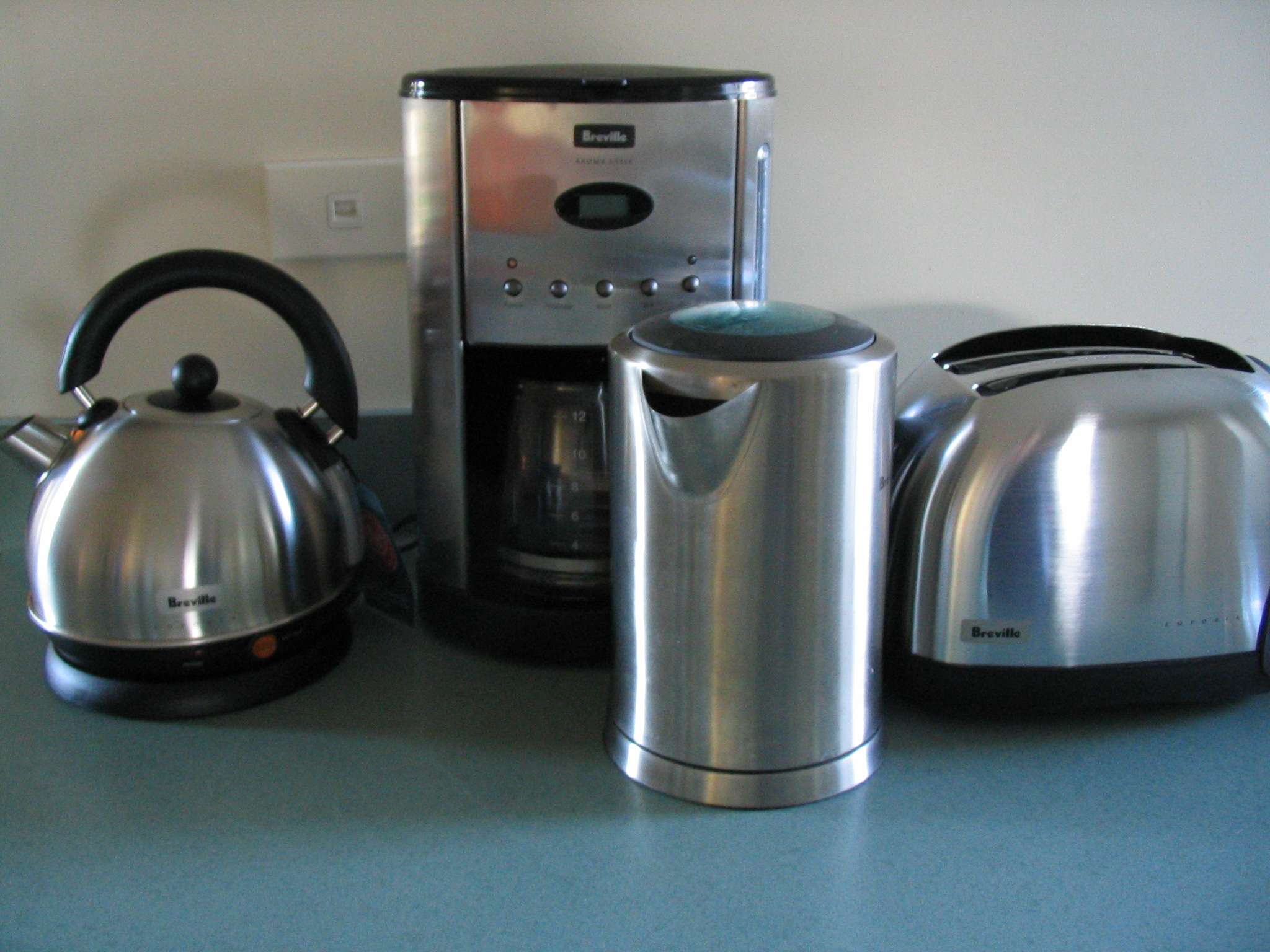
Electrocasnice de bucătărie

Electrocasnicele sunt aparate care funcționează cu energie electrică și se folosesc pentru ușurarea muncilor casnice. Aceste aparate pot avea funcții foarte variate, de la înghețarea alimentelor, coacerea acestora la efectuarea curățeniei sau înfrumusețare personală.

## Poluarea
O groapă uriașă de echipamente electronice din Agbogbloshie, la periferia orașului Accra din Ghana, a fost inclusă printre cele mai poluate 10 locuri din lume de către Crucea Verde Internațională într-un raport din 2013. Patruzeci de mii de oameni sunt expuși la plumb și mercur și contaminarea cu cadmiu. În total, în lume există aproximativ 4000 de producători de electronice de larg consum. Deșeurile electronice vin ilegal, dar cu toleranță, din Europa și Statele Unite pentru a evita reciclarea sau reprocesarea dispozitivelor pe teritoriile lor, ceea ce este adesea considerat prea scump. Scopul acestei gropi de gunoi din Ghana este recuperarea cuprului, adesea produs de copii, pentru revânzarea în străinătate.